# Dee Dee Warwick
Dee Dee Warwick (ur. 25 września 1945 w Newark, New Jersey, USA, zm. 18 października 2008 w Esseksie, New Jersey, USA) – amerykańska wokalistka soulowa.
Na początku kariery śpiewała ze swoją siostrą Dionne Warwick i ciotką Cissy Houston. W 1963 rozważała rozpoczęcie kariery solowej, a dwa lata później podpisała kontrakt z wytwórnią Mercury Records, w której nagrywała z producentem Edem Townsend.
Była uzależniona od narkotyków. W 2008 roku jej stan zdrowia znacznie się pogarszał. Zmarła 18 października 2008 roku w domu opieki w Esseksie w wieku 63 lat. Przy śmierci towarzyszyła jej siostra Dionne Warwick.

## Dyskografia
- 1963: " You're No Good" (Jubilee)
- 1965: "Do It With All Your Heart" (Blue Rock)
- 1965: "We're Doing Fine" (Blue Rock) (#96 US, #28 R&B)
- 1966: "I Want To Be With You" (Mercury) (#41 US, #9 R&B)
- 1966: " I'm Gonna Make You Love Me " (Mercury) (#88 US, #13 R&B)
- 1967: "When Love Slips Away" (Mercury) (#92 US, #43 R&B)
- 1969: "That's Not Love" (Mercury) (#106 US, #42 R&B)
- 1969: "Ring of Bright Water" (Mercury) (#113 US)
- 1969: "Foolish Fool" (Mercury)
- 1970: "She Didn't Know (She Kept On Talking)" (Atco)
- 1970: "Cold Night In Georgia" (Atco) (#44 R&B)
- 1971: " Suspicious Minds" (Atco) (#80 US, #24 R&B)
- 1975: "Get Out Of My Life" (Private Stock) (#73 R&B)